# 世界第八大奇迹
世界第八大奇迹（Eighth Wonder of the World）是指一些被认为可以与世界七大奇迹相提并论的事物。

## 世界第八大奇迹
以下列出被称为“世界第八大奇迹”的事物：

### 自然景观
- 科罗拉多大峡谷（美国亚利桑那州）[1]
- 米尔福德峡湾（新西兰）：鲁德亚德·吉卜林如是称之[2]
- 自然桥（美国弗吉尼亚州）：威廉·詹宁斯·布莱恩如是称之[3]
- 粉红色与白色梯形丘（新西兰罗托路亚）：1886年于火山爆发中被毁，2011年在水下重新发现[4]
- 巨人堤道（北爱尔兰）[5]
- 伯尼瀑布（美国加利福尼亚州）：西奥多·罗斯福如是称之[6]
- 肯尼亚角马大迁徙[7]

### 人造物（1900年前）
- 萬里長城（中国）[8]
- 泰姬陵（印度）[9][10]
- 巨石阵（英国）[11]
- 马丘比丘（秘鲁）[12]
- 科迪勒拉山的水稻梯田（菲律宾）[13][14][15][16][17]
- 秦始皇兵马俑（中国西安）[18][19][20]
- 琥珀屋（俄罗斯凯瑟琳宫）[21]
- 布鲁克林大桥（美国纽约）
- 埃斯科里亚尔修道院（西班牙）[22]
- 拉利贝拉岩石教堂（埃塞俄比亚）[23]
- 阿克苏姆方尖碑（埃塞俄比亚）[24]
- 锡吉里耶（斯里兰卡）[25][26][27]
- 阿姆斯特丹王宫（荷兰）[28]
- 自由女神像（美国纽约）[29]
- 吴哥窟（柬埔寨）[30]
- 摩艾石像（智利复活节岛）[31]
- 泰晤士隧道（英國倫敦）

### 人造物（1900年后）
- 休斯顿太空巨蛋体育馆（美国）[32]
- 帝国大厦（美国纽约）[33][34]
- 棕榈群岛（阿联酋迪拜）[35]
- 巴拿马运河[36]
- 悉尼歌剧院（澳大利亚）[37]
- 泰晤士河水闸（英国伦敦）[38]
- 巴哈伊空中花园（以色列海法）[39]
- 三峡大坝（中国湖北）[40]
- 阿克萨达姆神庙（印度德里）[41]
- 西巴登温泉酒店（美国）[42]
- Pikeville Cut-Through（英语：Pikeville Cut-Through）（美国肯塔基州）：《纽约时报》如是称之[43][44]
- 国际空间站
- Forra di Tremosine Road（意大利加尔达湖）：温斯顿·丘吉尔如是称之[45]
- 大人工河（利比亚）：穆阿迈尔·卡扎菲如是称之[46]
- 红旗渠 (中国安阳)[47]

### 大众文化
- 金刚：1933年同名电影《金刚》与2000年重拍版《金刚》都如是称之[48]
- 巨人安德烈：职业摔角手，世界摔跤娱乐（WWE）如是称之[49][50]
- 柴娜：职业摔角手，被称为“世界第九大奇迹”